# Iustînivka, Pidhaiți
Iustînivka (în ucraineană Юстинівка) este o comună în raionul Pidhaiți, regiunea Ternopil, Ucraina, formată numai din satul de reședință.

## Demografie
Componența lingvistică a comunei Iustînivka
     Ucraineană (99,46%)
     Alte limbi (0,54%)
Conform recensământului din 2001, majoritatea populației comunei Iustînivka era vorbitoare de ucraineană (99,46%), existând în minoritate și vorbitori de alte limbi.